# Дрехслер Адамсон, Берта
Берта Дрехслер Адамсон (англ. Bertha Drechsler Adamson; 25 марта 1848, Эдинбург — 12 мая 1924, Торонто) — канадская скрипачка, дирижёр и музыкальный педагог. 

## Биография
Училась музыке у своего отца Адама Гамильтона, преподавателя Эдинбургского университета, затем в Лейпцигской консерватории у Фердинанда Давида. В 1869 г. вышла замуж и уехала в Канаду. Преподавала в Торонтской консерватории в первый сезон её существования в 1887—1888 гг., затем вернулась в неё в 1895 г. Дрехслер Адамсон создала Струнный оркестр консерватории и сама дирижировала им, играла первую скрипку в нескольких квартетных составах, создававшихся в консерватории. Среди её учеников, в частности, Гарри Адаскин.

## Семья
Внучка виолончелиста Карла Дрекслера.
Скрипачкой была и дочь Дрехслер Адамсон, Лина Дрехслер Адамсон (1876—1960).